# Terrence Mann
Pour les articles homonymes, voir Mann.
Terrence Mann est un acteur et chanteur américain né le 1er juillet 1951. Il est principalement reconnu pour sa carrière sur les scènes de Broadway. Il a reçu trois nominations aux Tony Awards et une aux Emmy Awards. Il a été directeur artistique du festival Carolina Arts et du North Carolina Theatre,. Aux côtés de son épouse, il co-dirige le programme intensif Triple Arts destiné à la formation de jeunes artistes en théâtre musical au sein de la Western Carolina University (en),,,.
En parralèle de sa carrière scénique, il a joué dans plusieurs productions télévisées et cinématographiques, dont les séries Dresden, enquêtes parallèles, Sense8 et Foundation. Il apparait aussi dans des films comme Chorus Line de Richard Attenborough ou la saga Critters.

## Biographie

### Jeunesse et formation
Terrence Vaughan Mann naît le 1er janvier 1951 à Ashland, dans le Kentucky. Il est l'ainé d'une fratrie de trois frères. Sa mère, Helen, est pianiste de concert, tandis que son père, Charles, chante dans un quatuor vocal de type barbershop. Baigné dès l'enfance dans un univers musical, le chant lui vient naturellement. Pourtant, c'est la scène dans toute sa richesse qui finit par l'attirer vers le théâtre.
Dans une interview accordée au Hartford Courant, Terrence raconte : 
« Quand je jouais dans la pièce de théâtre de ma classe de première — elle s'appelait In Deadly Earnest — à la fin d'une scène, il était écrit dans le script : "Ils s'embrassent." C'est à ce moment-là que je me suis dit, sincèrement "Je veux faire du théâtre !". J'étais fasciné par l'idée qu'on puisse me mettre des mots dans la bouche et que quelqu'un me réponde d'une manière qui nous mène, finalement, à un baiser. Je me souviens que lorsque mon conseiller d'orientation m'a demandé ce que je voulais faire plus tard, j'ai répondu sans la moindre hésitation : "Je veux faire du théâtre !" »
Terrence grandit à Largo, en Floride, et obtient son diplôme de fin d'études secondaires à Largo High School (en) en 1969. Il décroche son premier emploi alors qu'il est encore étudiant à l'Université de Jacksonville. Pour 35 dollars par semaine, il est engagé pour jouer dans The Lost Colony (en), un spectacle plein air présenté chaque été sur les Outer Banks, à Manteo en Caroline du Nord. C'est là qu'il rencontre le metteur en scène Joe Layton, qui jouera un rôle décisif en lui ouvrant les portes de sa première production à Broadway.
Par la suite, Terrence poursuit sa formation à l'École des arts (en) de l'Université de Caroline du Nord, où il est guidé par son mentor, Malcolm Morrison, ancien doyen de la Hartt School of Music à l'Université de Hartford. Pendant de nombreuses années, il participe régulièrement au North Carolina Shakespeare Festival, fondé par Morrison.

### Carrière
Terrence Mann fait ses débuts à Broadway en 1980 dans Barnum de Joe Layton, avec qui il avait déjà collaboré sur The Lost Colony (en),. En 2019, dans une interview accordée à Equality365, il raconte : « Je suis allé à New York pour rendre visite à une petite amie. J'ai vu que Joe dirigeait Barnum, alors je me suis dit que j'allais tenter l'audition, juste pour voir. En arrivant, je l'ai croisé à l'entrée. Il m'a demandé : "Tu sais jongler et faire toutes les acrobaties de cirque ?" J'ai répondu que oui. À partir de là, il s'est assuré que je passe chaque étape des auditions. J'ai été retenu jusqu'au dernier rappel, et quand je me suis retrouvé dans la ligne finale, j'ai été choisi. J'étais à New York depuis seulement deux semaines. »
Il se fait connaitre en 1982 en interprétant Rum Tum Tugger (en) dans la production originale de Cats, où il rencontre sa future épouse Charlotte d'Amboise (en). En 1987, il incarne l'inspecteur Javert dans Les Misérables, un rôle emblématique qu'il reprend à plusieurs reprise et qui lui vaut une nomination aux Tony Awards.
Il obtient une seconde nomination en 1994 pour son rôle de la Bête dans La Belle et la Bête, puis crée le personnage de Chauvelin dans The Scarlet Pimpernel en 1997. Parmi ses autres rôles marquants à Broadway figurent Rags, Jerome Robbins' Broadway, The Rocky Horror Show. En 2010, il interprête Mal Beineke dans la production originale de La Famille Addams (en),.
En 2013, il interprète Charlemagne dans la reprise de 2013 de Pippin, aux côté de sa femme, décrochant une troisième nomination aux Tony Awards. En 2024, dans une interview accordée au Boston Herald, il ajoutera : « J'ai joué dans une quinzaine de spectacles à Broadway, et le seul que j'ai aimé retrouver chaque jour aussi longtemps que j'y participais, c'est Pippin »
Plus récemment, il reprend le rôle du Capitaine Crochet dans Finding Neverland (en) en 2015, puis joue dans Tuck Everlasting (en) en 2016 et Marie, Dancing Still (en) en 2019, où il interprète Edgar Degas. En 2025, il revient à Broadway pour une série limitée dans Gatsby le Magnifique, dans le rôle de Meyer Wolfsheim.
Au cinéma, il apparaît notamment dans les films Chorus Line, Big Top Pee-wee et ceux de la saga Critters.
À la télévision, il joue dans Dresden, enquêtes parallèles, New York, police judiciaire, Sense8 des soeurs Wachowski et dernièrement dans la série Foundation, basée sur le Cycle de Fondation d'Isaac Asimov.

### Vie privée
Le 20 janvier 1996, il épouse Charlotte d'Amboise (en), sa partenaire dans Pippin. Le couple a deux filles, Joséphine et Shelby. Depuis 2022, cette dernière fait partie du corps de ballet du New York City Ballet,.

## Filmographie

### Cinéma
- 1972 : Spook! : Richard (film étudiant)[11]
- 1982 - 1983 : The Edge of Night : Maximilian
- 1985 : Chorus Line : Larry
- 1986 : Critters : Johnny Steele / Ug
- 1986 : Adam's Apple : Détective Danny Marshall
- 1986 : Les Guerriers du soleil : Ivor
- 1987 : Gandahar : La Voix du Collectif (voix anglaise)
- 1988 : Critters 2 : Ug
- 1988 : Big Top Pee-wee : Snowball le clown
- 1989 : Stuck with Each Other
- 1991 : Bump in the Night (en) : Ben Nicolaides
- 1991 : Le Coup du Siècle (en) : Richard Eaton (téléfilm)
- 1991 : Critters 3 : Ug
- 1992 : Critters 4 : Conseiller Tetra / Ug
- 1996 : Petite Maman Noël (en) : Augustus P. Tavish
- 1997 : Sœurs de cœur : Capitaine Haller (non crédité)
- 2003 : Sexy Devil : Marchand d'art
- 2008 : Eavesdrop : August
- 2009 : The Mandala Maker : Conservateur du musée (court-métrage)
- 2009 : Red Hook : Lieutenant Fox
- 2014 : Freedom (en) : Barney Fagan

### Télévision
- 1982 - 1983 : The Edge of Night : Maximilian (5 épisodes)

- 1986 - 1987 : As the World Turns : Jester (5 épisodes)
- 1987 - 1988 : Equalizer : Graham / l'homme de l'ombre (2 épisodes)
- 1989 - 1990 : Another World : Griffen Sanders (29 épisodes)
- 1992 - 1993 : Amoureusement vôtre : Leland Osgood (9 épisodes)
- 1996 : Super Zéro : Un interprète alien (saison 2, épisode 11)
- 1996 : Gargoyles, les anges de la nuit : Oberon (voix, 3 épisodes)
- 1997 : La Force du destin : Earl Boyd (10 épisodes)
- 1997 : Liberty! (en) : Général John Burgoyne (6 épisodes)
- 1999 : On ne vit qu'une fois : Daniel (2 épisodes)
- 2001 - 2005 : New York, police judiciaire : Oyler, avocat de la défense (2 épisodes)
- 2006 : Haine et Passions : Ted (2 épisodes)
- 2006 : Love Monkey : Gordon Decker (saison 1, épisode 7)
- 2007 : Dresden, enquêtes parallèles : Hrothbert « Bob » de Bainbridge (13 épisodes)
- 2011 : 30 Rock : Bob Ballard (saison 5, épisode 16)
- 2011 : Unforgettable : Stephen (saison 1, épisode 6)
- 2012 : Smash : Randy Cobra (saison 1, épisode 10)
- 2017 : Sleepy Hollow : Le Diable (saison 4, épisode 13)
- 2017 : Time After Time : Monsieur Knox (saison 1, épisode 11)
- 2015 - 2018 : Sense8 : Milton Bailey « Whispers » Brandt (19 épisodes)
- 2018 : Instinct : John Whitehead (saison 1, épisode 13)
- 2019 : Unbreakable Kimmy Schmidt : lui-même (saison 4, épisode 8)
- 2019 : The Blacklist : Harris Van Ness (saison 6, épisode 5)
- 2021 - présent : Foundation : Empereur Cléon âgé (Frère au Soir, Frère à la Nuit)

## Voix francophone

### En France
- Michel Papineschi dans Sense8[30],[31]

- Philippe Catoire dans Foundation[32]

- Bernard Alane dans Dresden, enquêtes parallèles[33]

- Patrice Keller dans 30 Rock[34]

## Théâtre
Sauf indication contraire ou complémentaire, les informations mentionnées dans cette section proviennent des bases de données Internet Broadway Database et Internet Off-Broadway Database.
- 1980 - 1982 : Barnum : Chester Lyman / Humbert Morrissey
- 1982 - 2000 : Cats : Rum Tum Tugger
- 1986 : Rags : Saul
- 1987 - 2003 : Les Misérables : inspecteur Javert
- 1989 - 1990 : Jerome Robbins' Broadway : différents rôles
- 1990 : Assassins : Leon Czolgosz
- 1994 : Beauty and the Beast : la Bête
- 1996 : Getting Away with Murder : Gregory Reed
- 1997 - 2000 : The Scarlet Pimpernel : Chauvelin
- 2000 - 2002 : The Rocky Horror Show : Frank 'N' Furter
- 2002 : The Guys
- 2005 : Lennon (en)
- 2005 : The 24 Hour Plays 2005
- 2006 : The Best Little Whorehouse in Texas : Sheriff Earl Dodd
- 2010 - 2011 : La Famille Addams (en) : Mal Beineke
- 2013 - 2014 : Pippin : Charlemagne
- 2015 - 2016 : Finding Neverland (en) : Charles Frohman / Capitaine Crochet
- 2016 : Tuck Everlasting (en) : l'Homme en costume jaune
- 2018 : Jerry Springer : The Opera (en) : Jerry Springer
- 2022 : Only Gold : le Roi
- 2024 : Roméo et Juliette : Friar Laurence[24]
- 2025 : Gatsby le Magnifique : Meyer Wolfsheim

## Distinctions

### Nominations
- 1987 : Tony Award du meilleur acteur dans une comédie musicale pour Javert dans Les Misérables[37]
- 1987 : Daytime Emmy Award meilleur acteur invité dans une série dramatique (en) pour Jester dans As the World Turns[38]
- 1994 : Tony Award du meilleur acteur dans une comédie musicale pour la Bête dans La Belle et la Bête[39]
- 1994 : Drama Desk Award du meilleur acteur dans une comédie musicale pour la Bête dans La Belle et la Bête[40]
- 1994 : Outer Critics Circle Award du meilleur acteur dans une comédie musicale pour la Bête dans La Belle et la Bête
- 2013 : Tony Award du meilleur second rôle masculin dans une comédie musicale pour Charlemagne dans Pippin[23]
- 2016 : Outer Critics Circle Award du meilleur acteur dans un second rôle dans une comédie musicale pour l'Homme dans le costume jaune dans Tuck Everlasting (en)
- 2018 : Lucille Lortel Award du meilleur acteur dans une comédie musicale (en) dans Jerry Springer: The Opera (en)

### Récompenses
- 2013 : Outer Critics Circle Award du meilleur acteur dans un second rôle dans une comédie musicale pour Charlemagne dans Pippin